# Baie de Blacksod
La baie de Blacksod (en anglais : Blacksod Bay, en irlandais : Cuan an Fhóid Duibh) est une baie de l'océan Atlantique qui se situe en Irlande, entre la péninsule de Mullet et le continent.
L’aviatrice Dara Fitzpatrick y trouve la mort le 14 mars 2017 aux commandes de son hélicoptère lors d’une mission de sauvetage.